# Laser hélium-néon

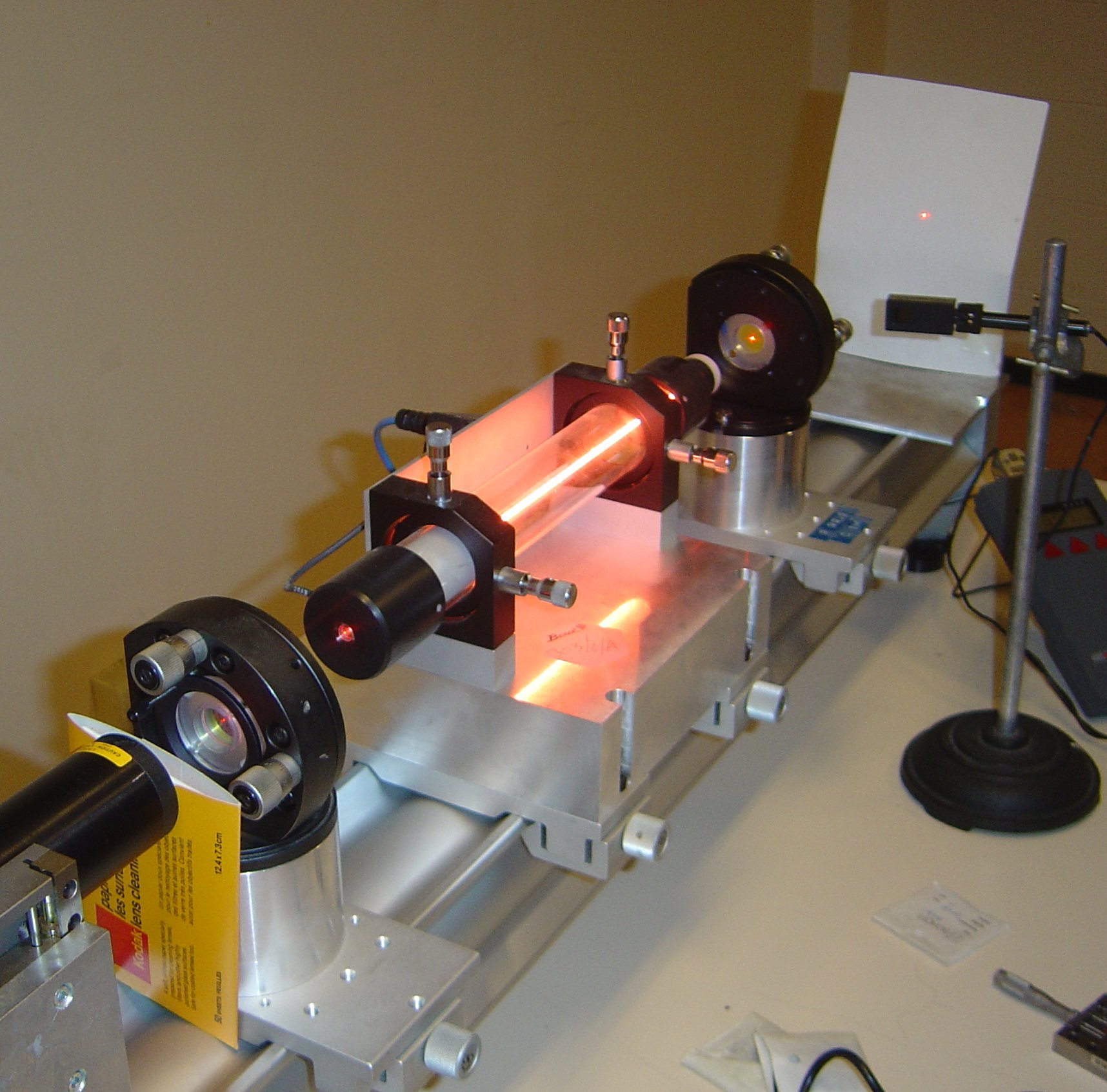
Laser hélium-néon en démonstration au Laboratoire Kastler Brossel.

Un laser hélium-néon est un laser à gaz (en) de petite dimension. Il a de nombreuses applications scientifiques et industrielles, on l'utilise aussi au laboratoire pour les démonstrations d'optique. Il émet dans le rouge à 632,8 nm (nanomètres).

## Définition
Le milieu amplificateur est un mélange de gaz néon et hélium, dans une proportion variant de 1/5 à 1/20,   enfermé à basse pression (en moyenne 50 Pa par centimètre de longueur de la cavité) dans une ampoule de verre. La source d'énergie du laser (ou « source de pompage ») est une décharge électrique de l'ordre du kilovolt appliquée à l'anode et à la cathode situées de part et d'autre du tube de verre. Dans le cas d'une émission continue on utilise le plus souvent un courant de 5 à 100 mA. La cavité optique du laser est ordinairement constituée d'un miroir à haut pouvoir réfléchissant d'un côté du tube, et d'un miroir concave (output coupler) avec un indice de transmission d'environ 1 % de l'autre côté.
Les lasers hélium-néon sont généralement de petite taille avec une cavité optique mesurant de 15 à 50 cm de long et une puissance de sortie de 1 à 100 mW.
La longueur d'onde du rouge des lasers à hélium-néon est habituellement donnée pour 632 nm. Cependant, sa valeur exacte dans l'air étant 632,816 nm, 633 nm serait plus proche de la vérité. Pour calculer l'énergie du photon, il faut retenir la valeur de la longueur d'onde dans le vide qui est de 632,991 nm. La longueur d'onde de fonctionnement précise varie d'environ 0,002 nm en raison de la dilatation thermique de la cavité. Il existe des versions stabilisées dont la précision est de l'ordre de 10-12 nm.

## Principe de fonctionnement de laser He-Ne

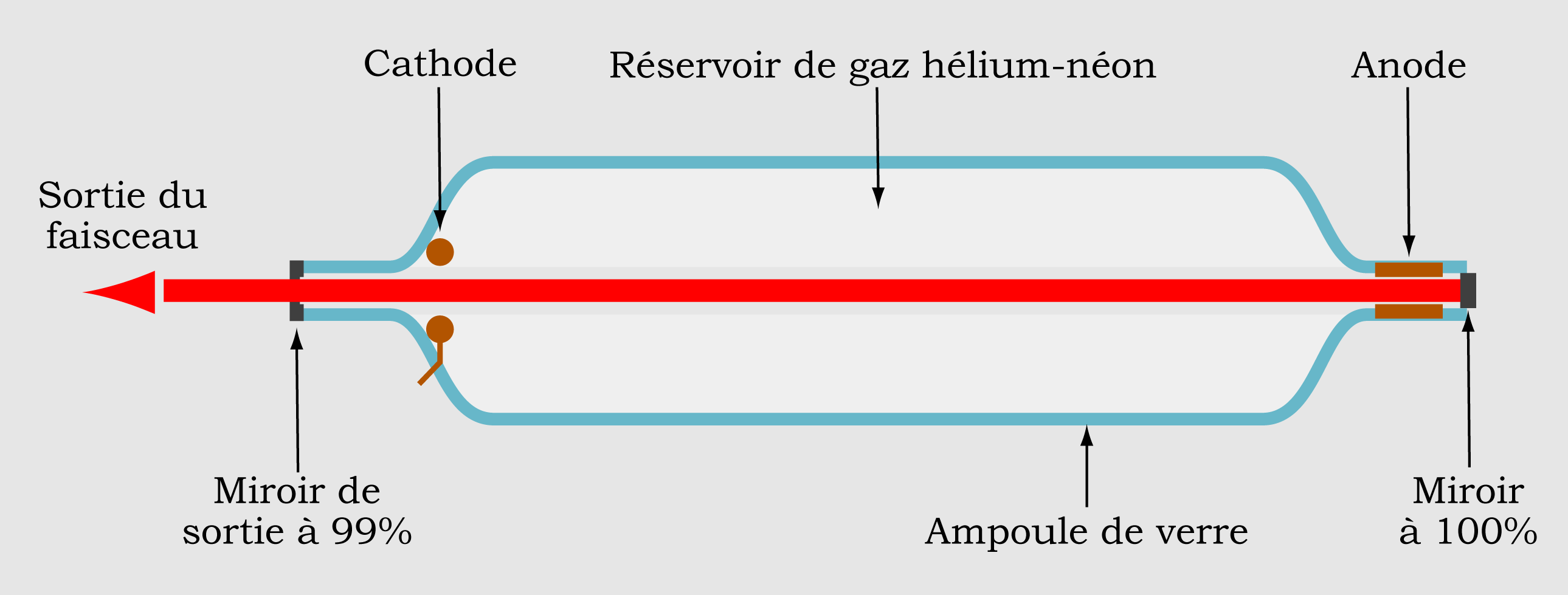
Schéma de principe d'un laser hélium-néon (HeNe).

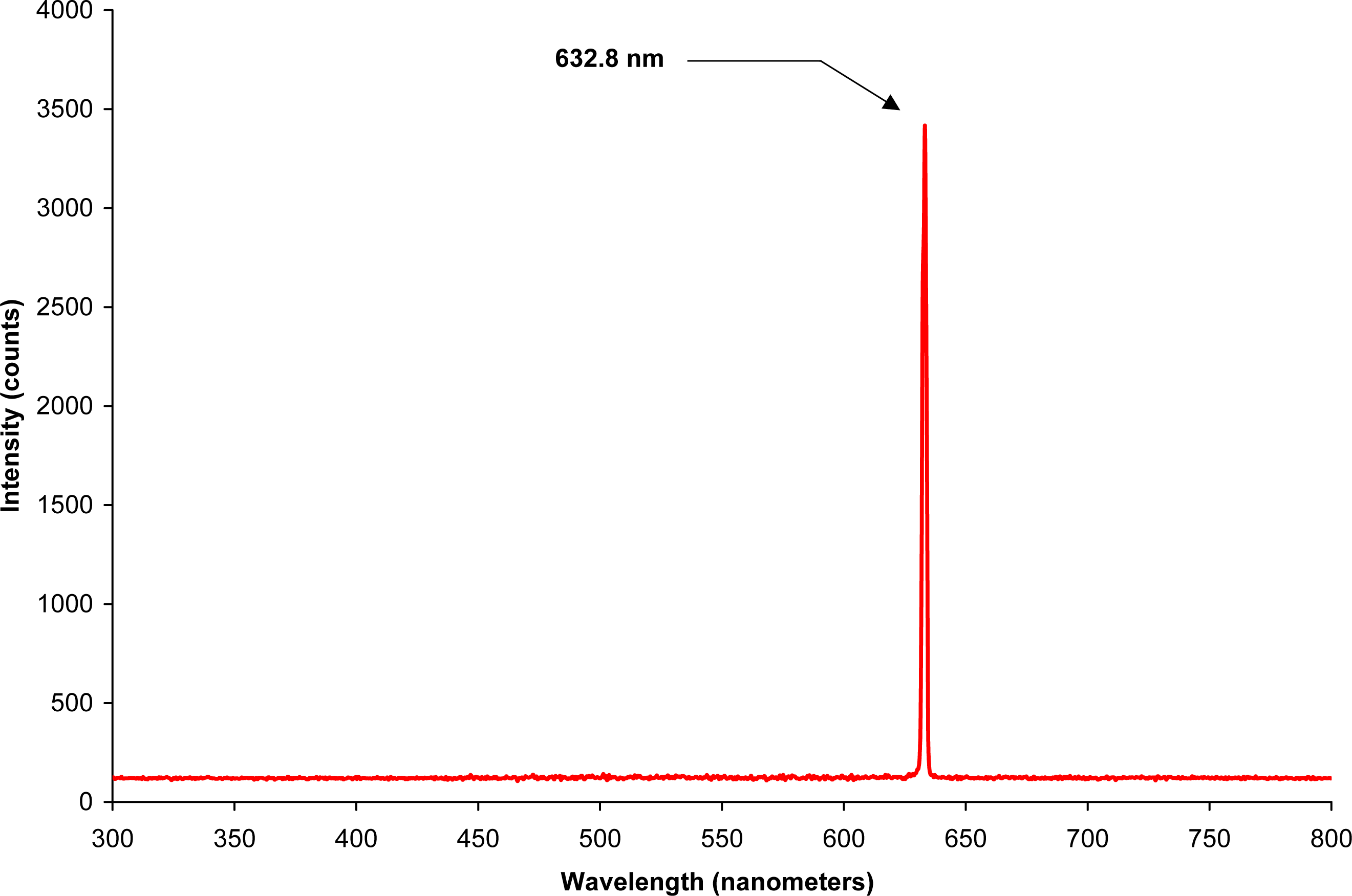
Spectre d'un laser hélium-néon montrant la grande pureté spectrale caractéristique des lasers.

Dans un laser hélium-néon, tout commence par la collision d'un électron provenant de la décharge électrique avec un atome d'hélium dans le mélange de gaz. Cette collision excite l'atome d'hélium de son état fondamental aux états quantiques 23S1 et 21S0 à longue durée de vie, qui sont des états excités métastables. Une collision d'un atome d'hélium excité avec un atome de néon dans son état fondamental crée un transfert d'énergie vers l'atome de néon qui se trouve alors excité dans l'état 
3s2,. Ceci est dû à la concordance des niveaux énergétiques des atomes d'hélium et de néon.
Le processus est décrit par l'équation :
He(21S)* + Ne + ΔE → He(11S) + Ne3s2*
dans laquelle (*) représente un état excité et ΔE la petite différence d'énergie entre les états énergétiques des deux atomes, de l'ordre de 0,05 eV (électron-volt) ou 387 cm-1, qui est fournie par l'énergie cinétique. Le nombre d'atomes de néon à l'état excité augmente au fur et à mesure des collisions entre les atomes d'hélium et de néon, d'où il résulte, in fine, une inversion de population. L'émission spontanée et l'émission stimulée entre les états 
3s2 et 2p4 produisent une émission lumineuse sur 632,82 nm qui est la longueur d'onde caractéristique du laser hélium-néon. Ensuite apparait une dégradation rapide du rayonnement du niveau 2p au niveau fondamental 1s. Étant donné que le niveau énergétique supérieur du néon se trouve saturé par un courant fort, alors que son niveau inférieur varie, lui, linéairement avec l'intensité, le laser hélium-néon en est réduit à des utilisations à faible puissance pour maintenir l'inversion de population.
En adaptant la cavité optique, le laser hélium-néon peut émettre sur d'autres longueurs d'onde.
Par exemple :
- dans l'infrarouge à 3,39 μm et 1,15 μm,
- et dans le visible
  - en vert à 543,365 nm,
  - en jaune à 593,932 nm,
  - en jaune-orangé à 604,613 nm,
  - en orange à 611,802 nm.

La raie rouge traditionnelle sur 633 nm d'un laser hélium-néon a, en réalité, un gain inférieur à d'autres raies comme celles à 3,39 μm et 1,15 μm. Mais, ces dernières peuvent être supprimées par un traitement de surface approprié des miroirs de la cavité optique qui, ainsi, ne réfléchissent que la ou les longueurs d'onde souhaitées.

La lumière visible du laser hélium-néon et sa grande qualité spatiale font qu'il constitue une bonne source pour l'holographie, une référence pour la spectroscopie et qu'il fait aussi partie des systèmes étalons pour la définition du mètre.
En effet la bande de gain du laser He-Ne est très étroite, dominée par l'élargissement Doppler plutôt que par l'effet de la pression, du fait des faibles pressions de gaz. La largeur à mi-hauteur de la transition à 633 nm est ainsi de 1.5 GHz seulement, ce qui  correspond à une largeur de 2 pm en longueur d'onde, et à une longueur de cohérence d'environ 20 cm. Pour des longueurs de cavité de 15 à 50 cm, cela permet à 2 à 8 modes longitudinaux d'osciller simultanément (des lasers à mode unique existent pour les applications qui le requièrent). 

## Historique
Le laser hélium-néon est le premier laser à gaz qui ait été inventé. On le doit à Ali Javan, William Bennett Jr. et Donald Herriott qui, en 1960, ont réussi aux Laboratoires Bell une émission continue avec ce laser sur 1,15 μm.
Avant que n'apparaissent les lasers à diode, aujourd'hui si nombreux et si peu coûteux, les lasers hélium-néon étaient utilisés pour lire les code-barres.